# 出光丸
出光丸（いでみつまる）は、出光興産の子会社である出光タンカーが所有・運航していた原油タンカーの船名。3代存在し、初代が1966年、2代目が1985年、3代目が2007年にそれぞれ建造された。

## 出光丸 (初代)
石川島播磨重工横浜工場（現：ジャパン マリンユナイテッド磯子工場）で建造され、1966年12月7日に竣工した。当時、このタンカーは世界最大であり、かつ史上初めてのVLCC（20万重量トンを超えたタンカー）であった。
ペルシア湾と出光興産徳山製油所を年間平均9.5往復して日本への原油輸送に大いに貢献したが船体の老朽化により1980年に解体処分された。

## 出光丸 (2代目)
- 竣工 - 1985年10月9日
- 総トン数 - 147,568トン
- 重量トン数 - 258,090トン
- 全長 - 322.5 m
- 全幅 - 60.0 m
- 型深 - 28.8 m
- 吃水 - 19.2 m
- 主機 - ディーゼル 1基

## イデミツ・マル（Idemitsu Maru） (3代目)
- 竣工 - 2007年11月30日
- 総トン数 - 159,939トン
- 重量トン数 - 300,433トン
- 全長 - 333.0 m
- 全幅 - 60.0 m
- 型深 - 29.0 m
- 吃水 - 20.5 m
- 主機 - ディーゼル 1基

## 記録映画
初代・出光丸は建造時の記録映画が製作されている
- タイトル『日本人の誇り 出光丸』
- 制作：田中清広
- 監督：田中実、竹内亮
- 脚本：高村武次
- 撮影：小村静夫、三角善四郎
- 製作：岩波映画製作所
- カラーワイド、36分
- 公開日： 1967年8月15日
- 受賞
  - 第19回東京都教育映画コンクール 銀賞
  - 第11回日本紹介映画コンクール 金賞
  - 1967年キネマ旬報ベスト・テン 短編映画第7位
  - 文部省選定